# Ławny Lasek (rezerwat przyrody)
Rezerwat przyrody „Ławny Lasek” (do 2017 roku „Czaplisko Ławny Lasek”) – rezerwat leśny położony na terenie Mazurskiego Parku Krajobrazowego w gminie Świętajno, nad wschodnim brzegiem jeziora Uplik, w pobliżu wsi Zgon, nadleśnictwo Strzałowo.
Rezerwat został utworzony w 1963 roku w celu ochrony czapli siwej. Ptaki te przeniosły się jednak na drugi brzeg jeziora. Ochronie nadal podlega 200-letni drzewostan sosnowy, w którym wcześniej kolonia czapli gniazdowała. Według zarządzenia Regionalnego Dyrektora Ochrony Środowiska w Olsztynie z 2017 roku (które zmieniło także nazwę rezerwatu) „celem ochrony rezerwatu jest zachowanie lokalnego ekotypu sosny zwyczajnej oraz naturalnych procesów zachodzących w drzewostanach iglastych na siedliskach lasu mieszanego świeżego”. W starych sosnach i świerkach gniazduje wiele ptaków, np. dzięcioł czarny.
Powierzchnia rezerwatu wynosi 7,66 ha (w dokumencie powołującym podano 7,62 ha).